# 시야쿠쇼마에역 (와카야마현)
시야쿠쇼마에역(일본어: 市役所前駅)은 일본 와카야마현 고보시에 위치한 기슈 철도 기슈 철도선의 철도역이다. 단선 승강장 1면 1선의 구조를 갖춘 지상역이다.

## 이용 현황
| 승차 인원 추이 | 승차 인원 추이      |
| 연도           | 하루 평균 승차 인원 |
| -------------- | ------------------- |
| 2015           | 9                   |
| 2016           | 8                   |
| 2017           | 8                   |
| 2018           | 8                   |

## 역 주변
- 고보 시청
- 국도 제42호선
- 고보 시민 문화회관
- 와카야마 지방 검찰청 고보 구 검찰청 · 고보 지부
- 오사카 국세국 고보 세무국
- 고보 시립 박물관
- 고보 시립 체육관

## 역사
- 1967년 8월 30일 : 개업.

## 인접 역
| 기슈 철도 기슈 철도선 | 기슈 철도 기슈 철도선 | 기슈 철도 기슈 철도선  |
| --------------------- | --------------------- | ---------------------- |
| 기이고보 고보 방면    | 기슈 철도선           | 니시고보 니시고보 방면 |